# Heinz Büker
Pour les articles homonymes, voir Zander.
Heinz Büker (né le 6 juillet 1941 à Oberhausen) est un kayakiste allemand. Il participe aux Jeux olympiques d'été de 1964 et remporte une médaille de bronze.
Il remporte également deux médailles lors des Championnats du monde (bronze en 1963 et argent en 1966).

## Palmarès

### Jeux olympiques
- Jeux olympiques de 1964 à Tokyo,  Japon
  -  Médaille de bronze en K-2 1000m